# Wilhelm von Trott zu Solz
Wilhelm Friedrich Moritz von Trott zu Solz (* 2. November 1802 in Marburg; † 20. August 1841 in Fritzlar) war ein  Offizier in der kurhessischen Armee und Abgeordneter der kurhessischen Ständeversammlung.

## Leben

### Herkunft und Familie
Wilhelm von Trott zu Solz entstammte dem hessischen Adelsgeschlecht Trott zu Solz und war der Sohn des Wilhelm Friedrich von Trott zu Solz (1762–1825, Landtagsabgeordneter) und dessen Gemahlin Charlotte von  Porbeck gen. von Oheimb. Sein älterer Bruder Friedrich Heinrich (1794–1855) war  kurhessischer Außenminister, Otto Bernhard (1810–1876) Landtagsabgeordneter.

### Wirken
Nach der Schulausbildung trat Wilhelm Friedrich in die kurhessische Armee ein und erreichte den Dienstgrad Leutnant. Er ging in die Politik und wurde im Jahre 1838 für den Bezirk Fulda Vertreter der hessischen Ritterschaft im Parlament. Hier verfügte die Ritterschaft aus fünf Bezirken über je einen Vertreter. Über Wilhelms weiteren Lebensweg gibt die Quellenlage keinen Aufschluss.